# Monsters and Robots
Albums de Buckethead
Colma
(1998) KFC Skin Piles
(2001)
Monsters And Robots est le cinquième album studio de Buckethead sorti le 20 avril 1999 avec la maison de disques Higher Octave. La majorité de l'album a été coécrite avec Les Claypool qui joue aussi de la basse sur plusieurs pistes et prête sa voix à The Ballad of Buckethead.

## Liste des titres
| 1.    | Jump Man                  | 4:21 |
| 2.    | Stick Pit                 | 3:40 |
| 3.    | The Ballad of Buckethead  | 3:59 |
| 4.    | Sow Thistle               | 4:30 |
| 5.    | Revenge of the Double Man | 3:34 |
| 6.    | Night of the Slunk        | 5:43 |
| 7.    | Who Me?                   | 2:08 |
| 8.    | Jowls                     | 4:26 |
| 9.    | The Shape Vs. Buckethead  | 5:40 |
| 10.   | Stun Operator             | 4:17 |
| 11.   | Scapula                   | 4:04 |
| 12.   | Nun Chuka Kata            | 4:30 |
| 55:12 |                           |      |